# 长蛇山遗址
长蛇山遗址，位于中国吉林省吉林市龙潭区江北乡哈达村，为一个省级文物保护单位，类型为古遗址，公布时间为1961年4月13日。该文物保护单位由吉林市文管处管理。
长蛇山遗址的历史年代为青铜时代。